# 水肿
水肿（edema，hydropsy）又称浮肿（dropsy），狭义上是过多的液体在组织间隙积聚而发生的局部或全身肿胀现象，后者特称全身性水肿（anasarca）。广义上，水肿是过多的液体在组织间隙或体腔内聚集的综合征，包括腹水、胸水和心包積液，又称液体潴留（fluid retention）。此外，积液（hydrops）的定义则更为广泛，除组织间隙、体腔，尚包括室管积聚过多液体，如脑室、肠管、输卵管等。
水肿与肥胖不同，是一个病理过程，其积聚的体液来自血浆，其钠与水的比例与血浆大致相同。水肿最常见的形式是皮下水肿，其表现为用手指按压皮下组织少的部位（如小腿前侧）时，有明显的凹陷，称为凹陷性水肿（pitting edema），可发生在身体的任何部位，但通常在下肢，如小腿、脚踝、脚更易发现。凹陷性水肿的体征为皮肤紧张、发亮，原有的皮肤皱纹变浅、变少或消失，甚至有液体渗出，或以手指按压局部产生凹窝，严重时可并发腹水、胸水、心包积液。
水肿主要由于血液或淋巴循环回流不畅、營養不良、血浆蛋白低下、肾脏和内分泌调节紊乱造成；多见于心血管功能障碍（如充血性心力衰竭）、肝肾功能障碍、营养缺乏症、内分泌功能紊乱、妊娠后期，也可见于药物治疗的副作用。
英语 edema 源自古希腊语 （oídēma），为肿胀、膨胀之义。

## 引起体液平衡失调的原因
1.血浆胶体渗透压降低
见于蛋白质吸收不良或营养不良及伴有大量蛋白尿的肾脏疾患等。当血浆白蛋白量降到25g/L或总蛋白量降到50g/L时，就可出现水肿，为全身性。
2.毛细血管内流体静力压升高
见于各种原因引起的静脉阻塞或静脉回流障碍。局部静脉回流受阻引起相应部位的组织水肿或积水，如肝硬变引起胃肠壁水肿的和腹水，心力衰竭时的腔静脉回流障碍则引起全身性水肿。
3.毛细血管壁通透性增高
血管活性物质（组胺、激肽）、细菌毒素、缺氧等可增加毛细血管壁的通透性而引起水肿。炎性病灶的水肿即主要由于毛细血管壁的通透性增高，血管神经性水肿和变态反应引起的水肿亦属此机制。此类水肿通常发生于血管壁受损的局部。
4.淋巴回流受阻
乳腺癌根治术后，由于腋窝淋巴结切除后的局部淋巴液循环破坏，可发生患侧上肢水肿；丝虫病时下肢和阴囊由于淋巴管被虫体阻塞，常发生下肢和阴囊水肿。此外淋巴管广泛性的癌细胞栓塞可引起局部水肿。
5.肾素－血管紧张素－醛固酮系统辅助水钠潴留
肾素－血管紧张素－醛固酮系统对心力衰竭、肝硬变、肾病综合征的水肿形成起辅助作用。心力衰竭时心搏出量减少，肾灌注血量不足，刺激肾近球感受器，使肾素分泌增多，肾素使血管紧张素原变为有活性的血管紧张素Ⅰ，再经转换酶的作用将血管紧张素Ⅰ变为血管紧张素Ⅱ，后者作用于肾上腺皮质球状带细胞，使之分泌醛固酮，从而促进肾远曲小管的钠重吸收，招致钠潴留，引起血液晶体渗透压增高，后者刺激血管壁渗透压感受器，使垂体后叶分泌抗利尿激素，从而加强肾远曲小管的水重吸收。水的潴留助长了心源性水肿的形成。肝硬变时的水肿和腹水，也有醛固酮的作用参与，这是由于肝细胞对醛固酮的灭活作用减退，同时，在腹水形成之后，由于循环血量减少，又引起醛固酮分泌增多。肾病综合征因白蛋白大量流失，血浆蛋白量低落，发生水肿，体液自血管内向血管外逸出，循环血量下降，又激发肾素－血管紧张素－醛固酮系统的活性。

## 检查
根据引起水肿原因不同，需要进行的实验室检查也不尽相同。临床常见的水肿往往由于一些重要的系统或器官的疾病所引起，故除水肿的一般实验室检查外，还需要针对其原发病进行检查，以确定水肿的治疗和估计水肿的预后。对于全身性水肿的患者一般应考虑进行下列的实验室检查。
1.血浆总蛋白与白蛋白的测定
如血浆总蛋白低于55克/升或白蛋白低于23克/升，表示血浆胶体渗透压降低。其中白蛋白的降低尤为重要，当降低至25g/L以下易产生腹水。血浆总蛋白与白蛋白降低常见于肝硬化、肾病综合征及营养不良。
2.尿检查与肾功能试验
有全身性水肿时应检查尿内是否有蛋白、红细胞及管型等。如无蛋白尿很可能水肿不是由心脏或肾脏病引起。心力衰竭患者常有轻度或中度蛋白尿，而持久性重度蛋白尿为肾病综合征的特征。持久性蛋白尿，尿中红细胞与管型增多，伴有肾功能明显减退者常提示水肿为肾脏病所致；心力衰竭患者虽亦可有上述表现，但尿检查和肾功能的改变在程度上一般都比较轻。与水肿有关的肾功能试验，常选用酚磺酞亦称酚红试验、尿浓缩和稀释试验、尿素廓清试验等，可检测肾脏的排泄功能。
3.血红细胞计数和血红蛋白含量测定
如血红细胞计数和血红蛋白含量明显减少者即为贫血，应考虑此水肿可能与慢性肾脏病有关。
4.计算水和钠盐的每日摄入量和排出量
计算每日水和钠盐的摄入量和排出量，必要时测定血浆氯化钠含量，有助于了解体内水、盐的潴留情况。
水肿出现的部位和其发病原因存在一定的相关性，心源性水肿多熟悉出现在低垂部位，肾性水肿先表现为眼睑或面部水肿，肝性水肿则以腹水为多见。